# Kaiserebersdorfer Landwehr-Artilleriekaserne

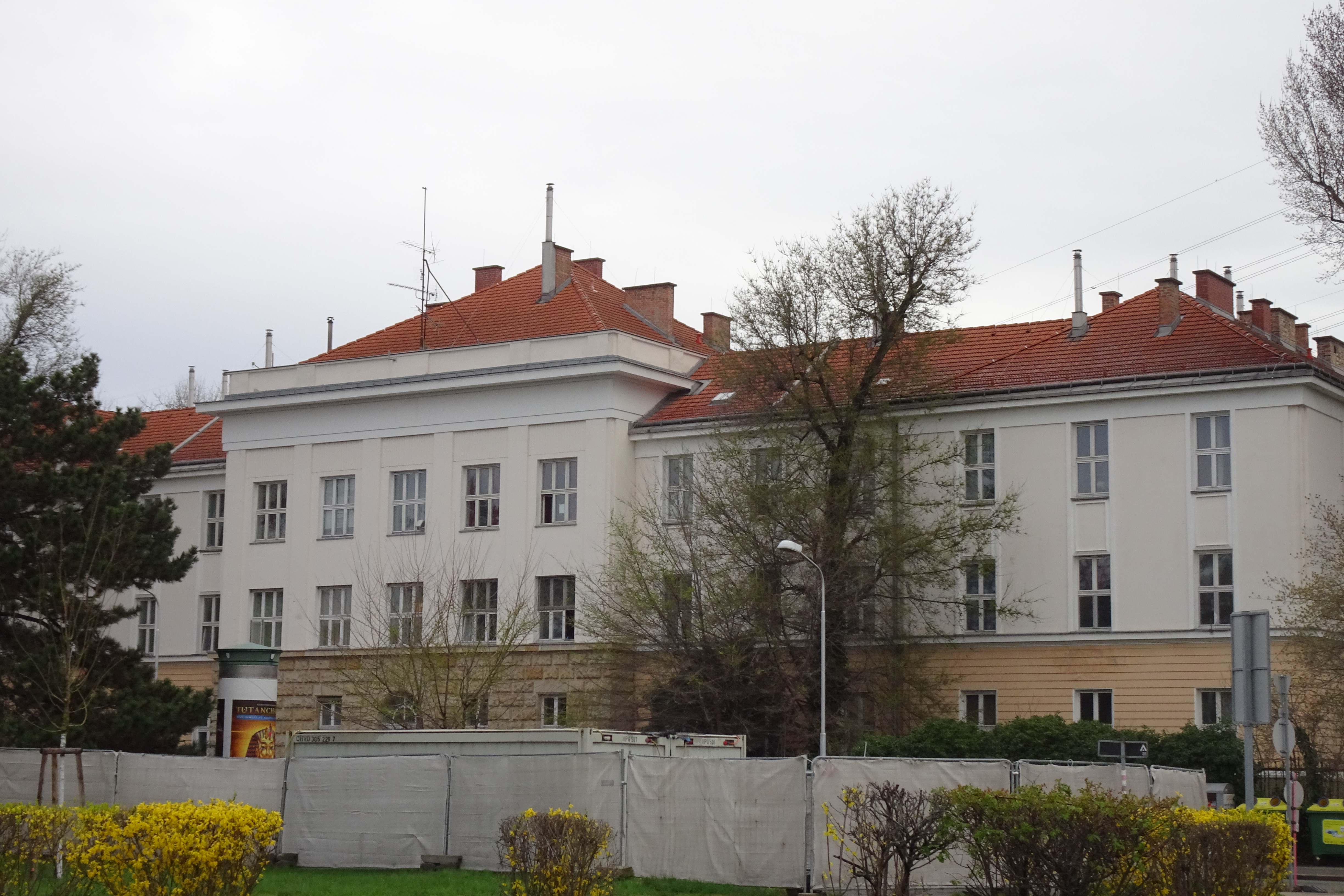
Ehemaliges Stabsgebäude, Artillerieplatz 1

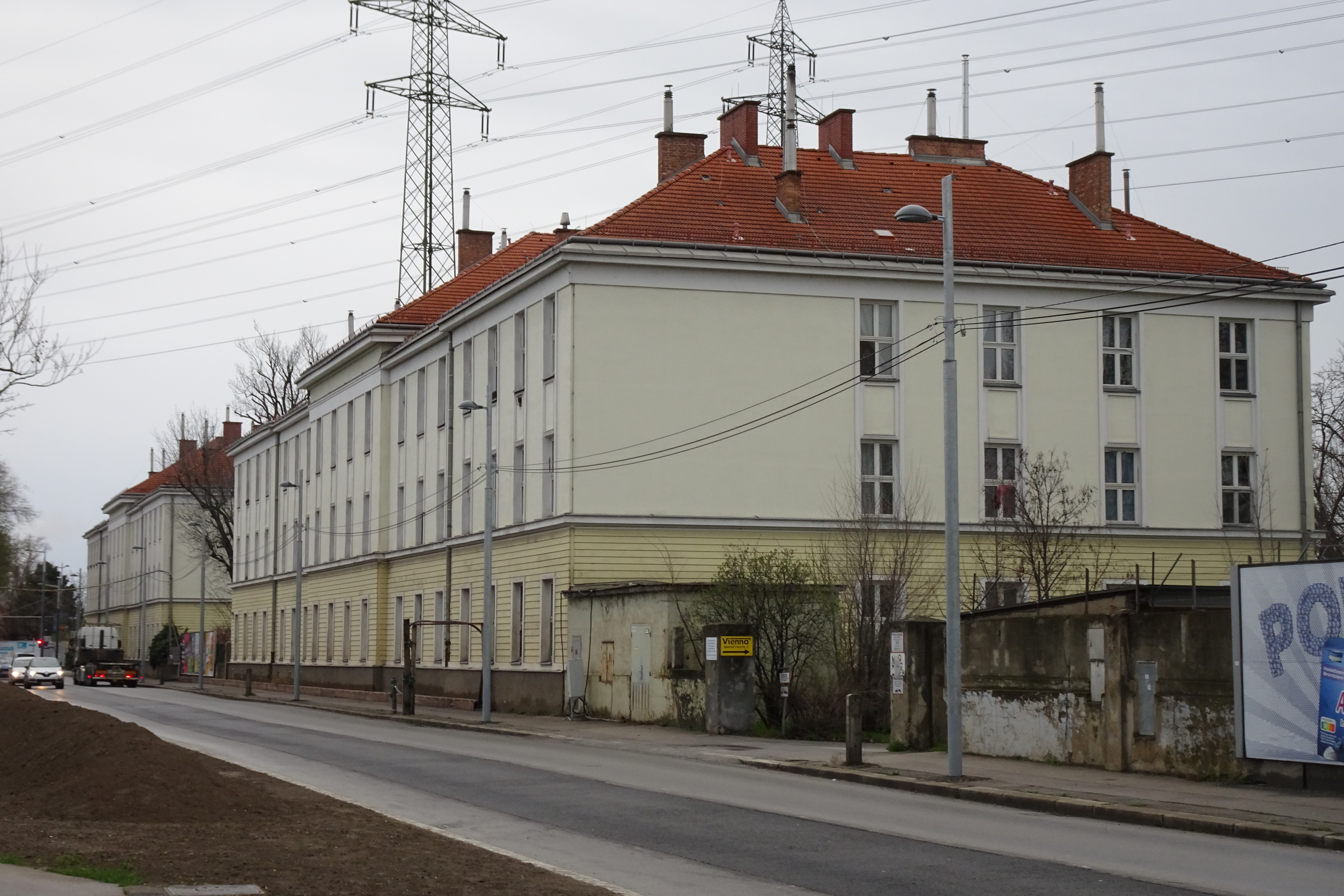
Ehemalige Mannschaftsgebäude in der Margetinstraße

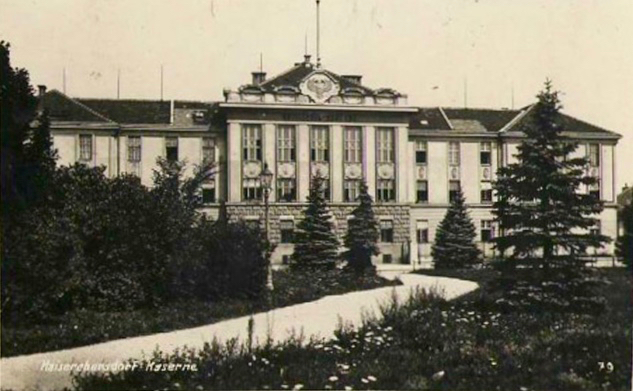
Aufnahme um 1920

Die Kaiserebersdorfer Landwehr-Artilleriekaserne am Artillerieplatz 1 befand sich im 11. Wiener Gemeindebezirk Simmering.

## Geschichte
Am 7. Oktober 1913 fand auf dem Fuchsenboden in Kaiser-Ebersdorf die kommissionelle Begehung der Bauparzelle statt.
Die 1915 fertiggestellte Erzherzog-Friedrich-Landwehr-Artilleriekaserne war in Wien der letzte große Kasernenbau der ausgehenden Monarchie, geplant von Architekt Paul Hoppe (1869–1933). Am 25. Mai 1917 fand in Anwesenheit von Erzherzog Albrecht Franz (1897–1955) die Grundsteinlegung zum Bau der St.-Barbara-Kapelle statt.
Nach dem Ersten Weltkrieg wurde der Gebäudekomplex vom Bundesheer als Kaserne und Depot benutzt, insbesondere für Waffen, die aus der in den Jahren 1927–1930 auf dem ehemaligen Exerzierplatz Simmeringer Haide (Haidestraße 8) entstandenen Staatsfabrik der Heeresverwaltung stammten. Als weitere Nutzer folgten die deutsche Wehrmacht und die Rote Armee. Nach 1955 wurde diese Kaserne nicht mehr vom Bundesheer übernommen, sondern zunächst 1956 für die Unterbringung von Ungarnflüchtlingen genutzt. Insgesamt wurden im Zuge der Ungarnkrise über tausend Wohnungen für geflüchtete, sich dauerhaft in Österreich niederlassende Ungarn geschaffen. 1960 wurde der Österreichische Flüchtlingsfonds der Vereinten Nationen eingerichtet, um den Reinertrag aus der Vermietung der Wohnungen zu verwalten.
In den 1970er Jahren erfolgte auf dem Areal der Kaserne ein weiterer Ausbau der Wohnsiedlung für Flüchtlinge: Als diese Wohnungen 1972 geplant wurden, waren sie konkret für indische Flüchtlingsfamilien aus Uganda vorgesehen. Da die wenigen in Österreich verbliebenen Geflüchteten aus Uganda bei der Fertigstellung 1975 jedoch bereits untergebracht worden waren, wurden die Wohnungen an lateinamerikanische und südostasiatische Geflüchtete vergeben. 1974 wurde ein Drittel des Areals verkauft. Auf dem veräußerten Grundstück entstand ein Einkaufszentrum (heute Huma Eleven).